# Saint-Martin-l’Ars
Saint-Martin-l’Ars ist eine westfranzösische Gemeinde mit 590 Einwohnern (Stand: 1. Januar 2022) im Département Vienne in der Region Nouvelle-Aquitaine. Die Gemeinde gehört zum Arrondissement Montmorillon und zum Kanton Civray (bis 2015: Kanton Availles-Limouzine).

## Lage
Saint-Martin-l’Ars liegt etwa 42 Kilometer südsüdöstlich von Poitiers in einer Höhe von etwa 146 Metern ü. d. M. am Fluss Clain. Das Gemeindegebiet wird auch von seinem Zufluss Clouère durchquert. Ganz im Nordwesten entspringt das Flüsschen Drion. Umgeben wird Saint-Martin-l’Ars von den Nachbargemeinden Usson-du-Poitou im Norden, Le Vigeant im Osten, Availles-Limouzine im Südosten, Pressac im Süden, Mauprévoir im Süden und Südwesten sowie Payroux im Westen.
Durch die Gemeinde führt die frühere Route nationale 741.

## Bevölkerungsentwicklung
| Jahr                      | 1962 | 1968 | 1975 | 1982 | 1990 | 1999 | 2006 | 2013 |
| Einwohner                 | 850  | 748  | 599  | 515  | 417  | 389  | 407  | 384  |
| Quelle: Cassini und INSEE |      |      |      |      |      |      |      |      |

## Sehenswürdigkeiten
Siehe auch: Liste der Monuments historiques in Saint-Martin-l’Ars
- Dolmen von Villaigue, Monument historique seit 1980
- Kirche St-Martin, erbaut im 11. Jahrhundert
- Kloster Notre-Dame de la Réau, erbaut ab dem 12. Jahrhundert, Monument historique seit 1941

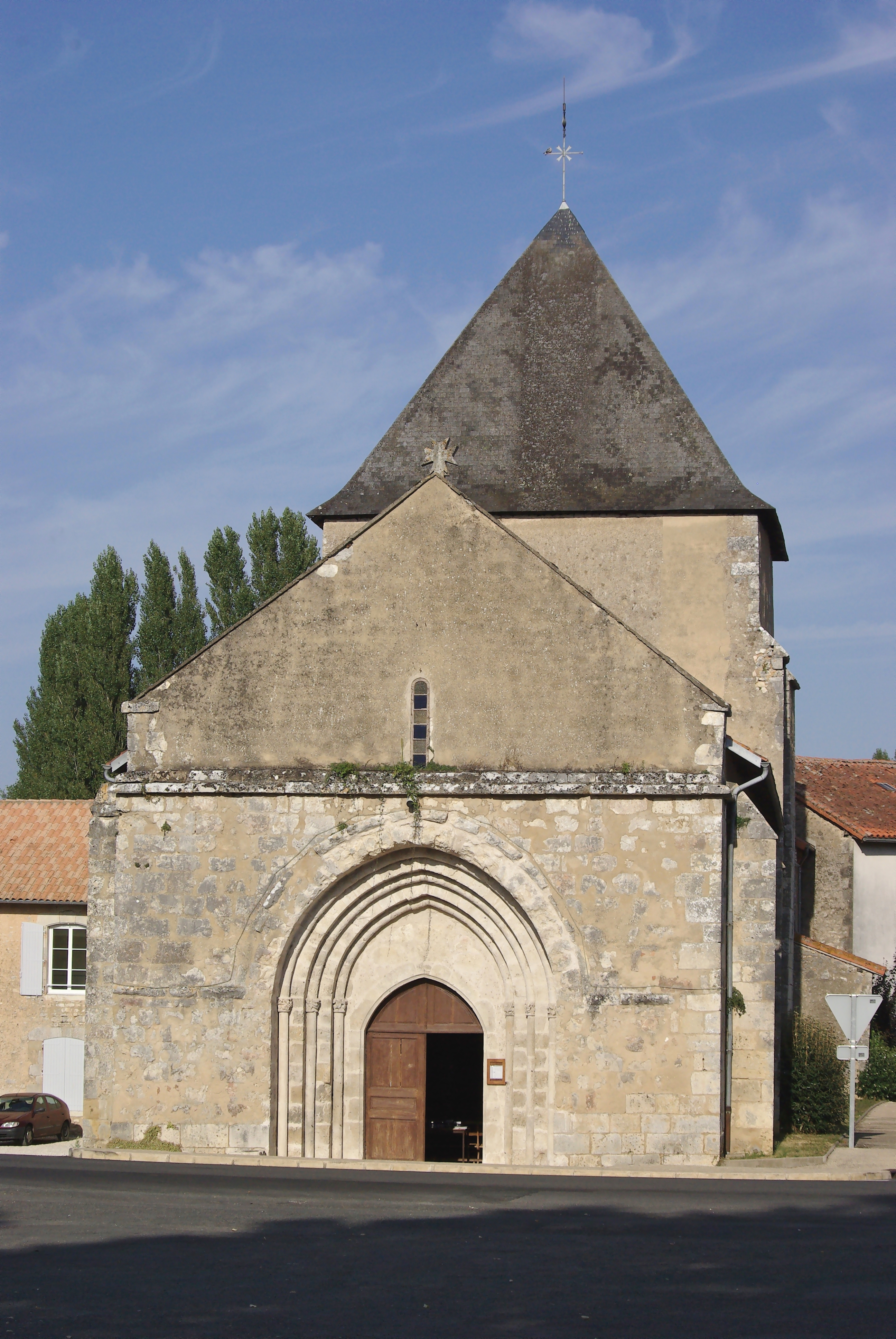
Kirche St-Martin
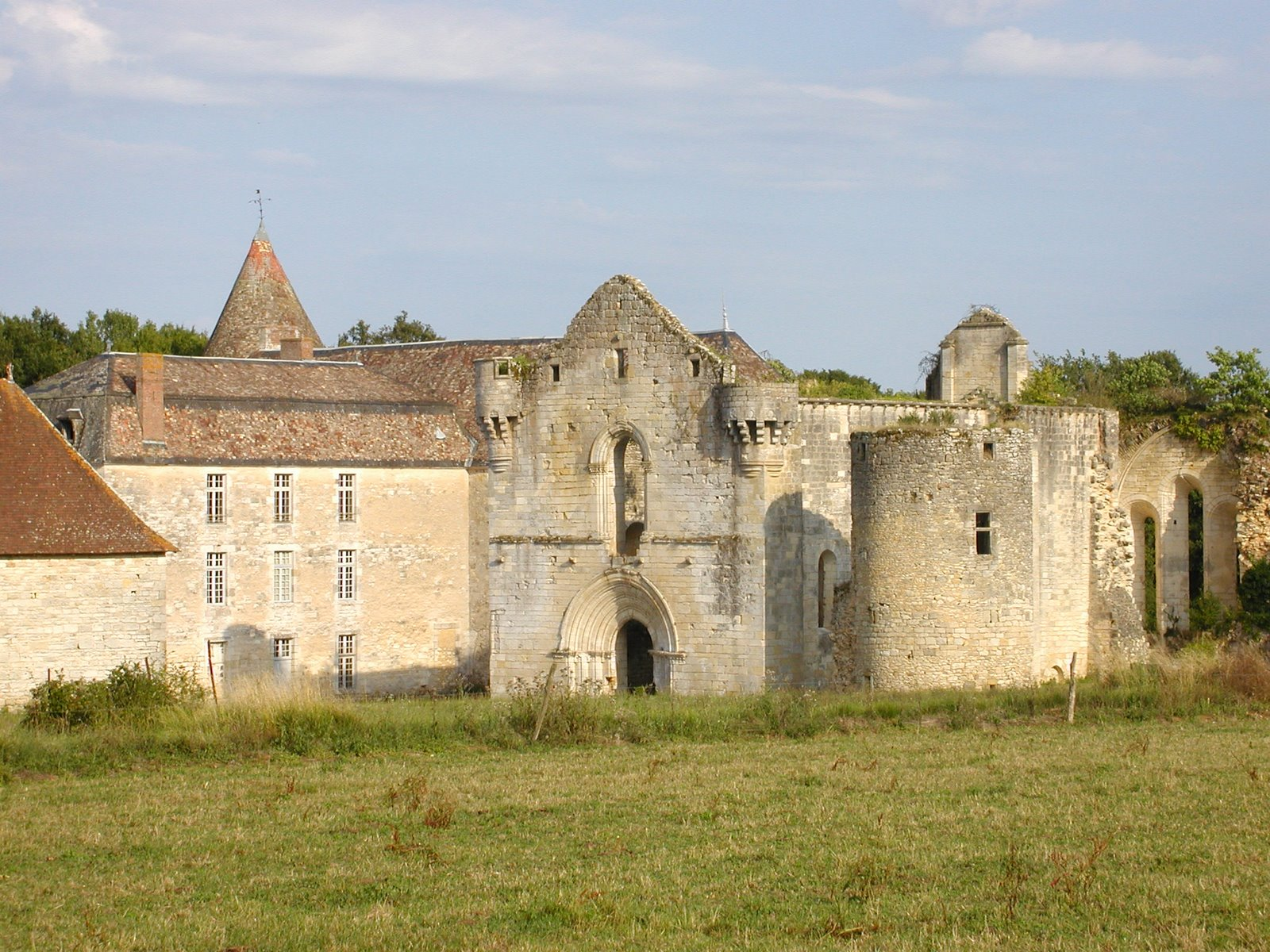
Kloster Notre-Dame de la Réau